# Čikago u plamenu
Čikago u plamenu (енгл. Chicago Fire) američka je akciona drama koju su kreirali Mičel Brend i Derek Has sa Dikom Volfom kao izvršnim producentom. To je prvi nastavak franšize Dika Volfa, iz Čikaga.
Serija je premijerno prikazana na NBC-u 10. oktobra 2012. godine. Emisija prati vatrogasce i bolničare koji rade u Vatrogasnoj stanici 51 u Čikagu, stanici Kamionske jedinice 81, Motorne jedinice 51, Bataljona 25, Tima za spasavanje 3 i Ambulante 61, rizikujući svoje živote kako bi spasili i zaštitili građane Čikaga.
Dana 9. maja 2018, NBC je objavio da će biti snimana i sedma sezona. Ista je premijerno prikazana 26. septembra 2018. godine. Isto je važilo i za devetu sezonu, koja je najavljena 26. februara 2019, a pokrenuta 25. septembra 2019. i premijerno je počela sa emitovanjem 11. novembra 2020. godine.

## Zaplet
Emisija prikazuje živote, kako profesionalne tako i lične, vatrogasaca i bolničara vatrogasne službe u Čikagu, u vatrogasnoj stanici 51 se nalaze Mašinska jedinica 51; Kamionska jedinica 81; Tim za spasavanje 3; Bataljon 25 i Ambulanta 61. Nakon smrti veterana Andruva Dardena, odanost se prelama između kapetana (ranije poručnika) Metjua Kejsija, oficira Kamionske jedinice 81 i poručnika Kelija Severajda, odgovornog oficira Tima za spasavanje 3. Severajd kasnije ispada još veći krivac kada saznaje da ga kao glavnog krivca smatra Dardenova žena. Iako se ne slažu u mnogo čemu, zaposleni u stanici se ponovo zbližava u trenutku kada se vatrogasac Kristofer Herman umalo nije susreo sa smrću u oči.

## Uloge

### Glavne uloge
- Džesi Spenser kao kapetan (ranije poručnik) Metju Met Kejsi, Kamionska jedinica 81. Kejsi je kapetan zadužen za kamion 81. Kao kapetan, on je u stanici drugi po hijerarhijskoj lestvici, odmah posle komandanta Valasa Bodena. Kvalitetan majstor i stolar, on radi kao izvođač radova kada nije na dužnosti. Bio je veren bolničarkom Hali, sve do njene pogibije. Uprkos njegovoj suzdržanosti i povučenom ponašanju, žestoko štiti vatrogasce pod njim i zapoveda njihovu odanost i poštovanje. On je takođe izabrani gradonačelnik. Bio je oženjen Gabi Dovson. Met je promovisan u kapetana od strane komandanta Bataljona 25 Valasa Bodena u 6. sezoni u epizodi broj 3, pod imenom "Čak i veće iznenađenje".
- Tejlor Kejni kao poručnik Keli Severajd, Tim za spasavanje 3. Severide je poručnik u vatrogasnoj stanici 51 zadužen za Tim za spasavanje 3. Kao poručnik, on je treći po hijerarhijskoj lestvici, odmah posle kapetana Kejsija i komandanta Bataljona Velsa Bodena. Za razliku od Kejsija on je harizmatičan i prikazan je kao "Ženski muškarac". On i Kejsi su bili prijatelji još od vremena na akademiji Čikaškog vatrogasnog odeljenja ali njihovo prijateljstvo postaje napeto nakon što zajednički kolega Darden umire na poslu. Otac mu je bio šef Beni Severajd, dugogodišnji prijatelj šefa Bodena i Henrija Milsa, oca kandidata Pitera Milsa. Trenutno je u vezi sa koleginicom iz stanice Stelom Kid.
- Monika Rajmond kao bivša bolničarka/vatrogasac Gabrijela "Gabi" Dovson, Ambulanta 61/Kamionska jedinica 81 (sezona 1-6; gost, sezona 7).[6] Dovson je jedna od retkih žena u stanici 51 i muškarci je obično tretiraju kao sestru. Bila je bolničarka Ambulanta 61 ali je prebačena na Kamion 81 nakon završene vatrogasne akademije i polaganja fizičkih ispita. Međutim, kasnije se vratila u ambulantu 61 jer je bilo bolje za nju. Bila je udata za Meta Kejsija. (Ona ima i starijeg brata, detektiva Antonija Dovson, koji se pojavljuje u spin-off Čikago P.D. i epizodno u Čikago Justice.) Napustila je Čikago nakon šeste sezone da bi vodila jedinicu za spasavanje i pomoć u Puerto Riku. Vratila se da se pozdravi sa Kejsijem u premijeri sedme sezone "Zatvori oči".
- Loren Džerman kao bivša bolničarka Lesli Elizabet Šej, Ambulanta 61 (sezona 1-2; gost, sezona 3): Kao iskusni bolničar, Šej je bila vozač hitne pomoći i bila je omiljena uglavnom kod muške populacije od 51. Ona i Keli Severajd dele stan kao cimeri i bili su najbolji prijatelji. Ona je ubijena u premijeri 3 sezone u kojem je serijski ubica namerno postavio zamku, na koju je Šej naletela tokom spašavanja. U epizodi "Tri zvona", bila je nagrađena od strane svojih kolega saradnika u stanici 51. Ona je memorisana natpisom naslikanim na vratima Ambulantnih kola 61.
- Čarli Bernat kao bivši kandidat/vatrogasac/bolničar Piter Mils, Kamionska jedinica 81, Tim za spasavanje 3, Ambulanta 61 (sezona 1-3). Mils je počeo kao kandidat u Kamionskoj jedinici 81. Nakon što je dokazao svoje sposobnosti kao vatrogasac, zaradio je mesto u Timu za spasavanje 3. Međutim, prebačen je u Ambulantu 61 kada je izgubio sertifikat vatrogasaca nakon bolesti. Mils se oporavio i konačno dobio svoje mesto u ekipi - baš kad su njegova majka i sestra odlučile da preuzmu restoran njegovog dede u Severnoj Karolini. Uprkos tome što je spasio život na prvom pozivu sa timom, Mils je shvatio da je vreme da izabere svoju pravu porodicu preko svog posla i napusti Čikago u epizodi "Znaš gde me možeš naći" da bi živeo sa svojom porodicom u Severnoj Karolini.
- Dejvid Ajgemberg kao poručnik (ranije stariji vatrogasac) Kristofer Herman, Motorna jedinica 51, ranije Kamionska jedinica 81: On, Otis i Dovson zajedno investiraju u mali kafić zvani "Kod Moli" koju je jedna od njihovih žrtava pokušavala prodati. "Kod Moli" je takođe predstavljena u Čikago P.D. i Čikago Med kao omiljeno okupljanje policajaca i medicinskog osoblja. Takođe je položio ispit za poručnika, nakon pet prethodnih pokušaja, i službeno je promovisan u poručnika u sedmoj epizodi "Trideset postotni luk ruke".
- Teri Rivs kao doktorka Heli Tomas (sezona 1). Bila je bivša verenica poručnika Kejsija. Raskinuli su zbog različitih stavova i njenog napornog rasporeda i sprečila je da provode mnogo vremena zajedno, iako su ostali prijatelji. Ubijena je u požaru kao deo zataškavanja nakon što je ona otkrila da je jedan od njenih kolega u njenoj klinici prodavao lekove dilerima droge.
- Ejmon Voker kao šef bataljona Valas Boden, Bataljon 25. On nadgleda vatrogasce i bolničare Kamionske jedinice 81, Motorne jedinice 51, Tima za spasavanje 3 i Ambulante 61 u vatrogasnoj stanici 51. Dugogodišnji veteran Čikaškog vatrogasnog odeljenja, izuzetno štiti muškarce i žene koji rade pod njegovom komandom, čak stavljajući svoju karijeru na liniji nekoliko puta.
- Juri Sardarov kao vatrogasac Brajan "Otis" Zvoneček, Kamionska jedinica 81 (ponavljaju se ranije; sezona 2 - prisutan). Pre Milsovog dolaska u stanicu, Otis je bio poslednji kandidat koji je dodeljen Kamionskoj jedinici 81. Postao je vozač nakon što je Džo Kruz prešao u Tim za spasavanje 3. Otis tragično gubi život tokom gašenja velikog požara u fabrici dušeka. Nedugo zatim, dobija spomenik ispred Vatrogasne stanice 51.
- Kristijan Stolt kao vatrogasac Ronald "Mauč" MekHoland, Kamionska jedinica 81 (ponavljaju se ranije; sezona 2 - prisutan). Još jedan od viših vatrogasaca iz Kamionske jedinice 81, Mauč je de fakto "pravni savetnik" od vatrogasne stanice 51 i njihov sindikalni predstavnik. Njegova supruga je iz Čikago P.D. narednik Trudi Plat (Ejmi Morton), koja se takođe pojavljuje u Čikago P.D., koju sreće i oženi tokom serije.
- Džo Minoso kao vatrogasac/vozač Džo Kruz, Tim za spasavanje 3 (ponavljaju se ranije; sezona 2 - prisutan). Kruz je ranije bio vozač za Kamion 81. Poreklom je iz gangstersko-ugroženog naselja Hambolt Park, on provodi prve dve godine neprestano pokušavajući da izvuče iz nevolje mlađeg brata. U finalu treće sezone, prešao je u Tim za spasavanje 3.
- Kara Kilmer kao bolničarka Silvija Breta, Ambulanta 61 (sezona 3 - prisutna): Silvija je bolničarka koja se pridružila Ambulanti 61 nakon smrti Lesli Šej. Bret je unapređena u glavnog bolničara nakon što je Dovson prebačena u Kamionsku jedinicu 81. Ona je devojka iz Indijane, iz malog grada i "pobegla mlada" koja odlazi u Čikago da bi pobegla od bivšeg verenika Harisona nakon što se njihova veridba raspala. U početku, zbog njene naivnosti, ona se teško prilagođava životu u gradu, što pokazuje činjenica da ostavlja novac na stolu sa otvorenim prozorima i iznajmljuje stan u komšiluku poznatom po kriminalu, jer je stanarina jeftina, a potom je opljačkaju. Bila je u vezi sa Džo Kruzom i delila je stan s Gabi Dovson, pre Gabinog braka s Kejsijem.
- Dora Medison kao bivša bolničarka Džesika "Čili" Čilton (ponavljaju se ranije; sezona 4 epizode 1 - 14 glavna): Doveli su je kao hitnog pomoćnika nakon odlaska Milsa. Njen dolazak je u početku naišao na malo negodovanje od ostatka ekipe, jer su i dalje odbijali Milsov iznenadni odlazak. Prethodno je bila u vatrogasnoj stanici na zapadnoj strani i ima iskustva sa žrtvama velikih trauma. Ona je otpuštena tokom četvrte sezone nakon što je njena sestra umrla, što je uzrokovalo da skoro ubije pacijenta i kasnije se vratila alkoholizmu.
- Stiven R. Mekvin kao bivši vatrogasac/bolničar Džimi Boreli, Kamionska jedinica 81, Ambulanta 61 (ponavljaju se ranije; sezona 4 - 5). Predstavljen je u premijeri četvrte sezone i najnoviji je kandidat za Kamion 81. On je kritično povređen u eksploziji početkom pete sezone, uzrokujući da izgubi oko i da mu je potrebna neprekidna nega, čime se okončava njegova vatrogasna karijera.
- Miranda Rej Mejo kao vatrogasac Stela Kid: Kamionska jedinica 81 (ponavljaju se ranije; sezona 5 - danas). Ona je Džimijeva zamena na Kamionu 81. U vezi je sa poručnikom Kelijem Severajdom.
- Eni Ilonzeh kao bolničarka Emili Foster, Ambulanta 61 (sezona 7).[7] Gabrijela Doson je zamena na Ambulanti 61.

### Ponavljajuće uloge
- Rendi Flagler kao bivši vatrogasac Harold Kep:[8] Član Čete 3.
- Entoni Feraris kao vatrogasac Toni Feraris: Član Čete 3.
- Dušon Monik Braun kao Koni: Sekretar glavnog Bodena (sezona 1-6).
- Mo Gelini kao vatrogasac Hose Vargas: Član Čete 3, Vargas je navodno prešao iz Kamiona 81 u epizodi "Profesionalna ljubaznost". Šesnaestogodišnji vetaran, prisiljen je da se povuče nakon što je povređen u vatri u skladištu i smatra samoubistvo skočivši sa krova njegove zgrade, ali su ga Severaj i Kejsi izvukli.
- Širi Albi kao Klaris Kartidž: Klaris je predstavljena kao trudnica i bivša žena Lesli Šej. U prvoj sezoni, epizoda 13, Šej i Klaris pomiruje se i Klaris se vraća sa Šej, samo što će Klaris da prekine sa Šeji drugi put na kraju 16 epizode prva sezona. Posle toga više nikad nije viđena.
- Ketlin Kvinlan kao Nensi Kejsi: Majka Metjua i Kristia Kejsija koja je zatvorena zbog ubistva njihovog verbalnog nasilnog oca i njenog muža Gregorija 1997. godine, petnaest godina pre početka serije. Odrasla je od svoje dece dok je bila u zatvoru; pomenuto joj je da Kristi još uvek nije mogao oprostiti i da bi svedočio protiv nje na svakom saslušanju o uslovnom otpustu, čime je odložila oslobađanje Nensi, dok je Kejsi posećivao u retkim prilikama. Kejsi je uspešna u puštanju nensi na uslovnu nakon što je ubedio Kristija da se povuče iz prošlosti. Nensi ostaje sa svojim sinom kao deo njenog uslovnog otpusta, ali stvari postaju napete između majke i sina kada Kejsi izrazi "dopis" samo nekoliko sati što je oslobođena. Ona se useljava sa svojim bivšim cimerima, ali ne pre nego što kaže svojoj deci da popravi svoju vezu.
- Sarah Šahi kao Rene Rojs:[9] Rene privlači Keli nakon što je spasena u saobraćajnoj nesreći, i počinju da se zabavljaju. U finalu prve sezone, najavila je da je trudna sa detetom Keli Severajd. U sezoni 2, otkriveno je da beba nije Severajda.
- Trit Vilijams kao Benjamin "Beni" Severajd: Kejlov otac vatrogasni šef koji je služio sa šefom Velsom Bodenom i ocem Henrijem Pitera Milsa. On je bio iskusan istražitelj vatre trenutno u odeljenju za izradu požara CFD-a (OFI). U sezoni 2, Gali Mlojd zaključuje način da izbaci načelnika Bodena sa svoje pozicije i regretuje Benija da vidi da li će biti naredba 51. On prihvata, ali onda se povlači zbog svog dugogodišnjeg pijateljstva sa Velsom.[10] On i šef Boden su poginuli nakon smrti Henrija Milsa na dužnosti do tačke kada su se čak svađali ispred Bodenovih ljudi u vatrogasnoj stanici, ali su oboje bili u stanju da odlože svoje razlike kada je to bilo potrebno. Imao je odnos ljubavi i mržnje sa svojim sinom jer je napustio Keli i njegovu majku kada je on imao deset godina i posedovao je Kejti, Kelinu polusestru, sa drugom ženom. Živeo je Kenoši, Viskonsin sa svojom novom suprugom Bet i dva sina, ali ih je napustio i preselio u Čikago bez Kelijevog znanja. U drugoj sezoni, otkriveno je da je odgovoran za nestanak Vinsa Kelera, mafijaša posle kejtine otmice, i priznanje detektivu Henku Voitu. Voit, koji je i sam otac, pušta Benija i Beni se vraća Kenoši na njegov savet. U 7. sezoni, Keli Severajd traži Benija za pomoć zbog napetosti između Bodena i pomoćnika zamenika komesara. Beni se nevoljno slaže da pomogne. U "Svim dokazima", Beni pati od moždanog udara i umire. Učinio je još jednu uslugu pre smrti.
- Džon Hefner kao poručnik Džef Klark: Nakon što je njegova vatrogasna stanica zatvorena, prebačen je u vatrogasnu stanicu 51, Četa 3. Prvobitno mu se nije sviđao ostatak posade jer je bio izuzetno privatan i radije je čitao novine na stolu nego što se družio s njima u salonu. Njego dolazak u stanicu 51 poklopilo se sa MekLeodovim nestajanjima da pronađe razloge da zatvori vatrogasnu stanicu 51 i on je lažno optužen da je MekLeodov špijun. Kada ostatak vatrogasne službe shvati da se MekLeod zapravo okrenuo, sprijateljili su se i pomogli mu u njegovim bračnim problemima. Takođe je otkriveno da je bivši veteran marinaca i Iraka. Njegova supruga Lisa ga je prevarila dok je bio na završnoj turneji i bio je otuđen kada je prvi put predstavljen. Oni su ponovo zajedno nakon što je ona zatražila njegov oproštaj a on i posada skoro ubijeni od zapaljenog tankera za poziv. Lisin bivši ljubavnik Hejs se pokazao kao zelenaš koji ih neprestano maltretira do tačke u kojoj je Klark bio spreman da ubije čoveka svojom snajperskom puškom. Kada je Hejs pronađen mrtav, Klark postaje glavni osumnjičeni i pokušava da zaštiti Lisu nakon što sazna da je bila umešana. On je prešao iz stanice 51 nakon što je unapređen u porušnika i sada je kandidat kamiona 25. Klark se povredio na poslu i vratio se u Med školu i živi u Čikago Medu.
- Edvin Hodž kao Rik Njuhaus iz Čete 3: Prelazi iz izmišljenog Četa 6 sa sedištem na Južnoj strani u sezoni 2 u epizodi "Još jedan udarac" kako bi popunio prazno mesto ostavljeno nakon Klarkove promocije i kasnijeg transfera. Njegovo iskustvo i harizmatična ličnost brzo pobeđuje Severajda i ostale muškarce, iako se Herman u početku protivio jer se morao pomiriti sa nedavnim samoubistvom kandidata Rebeke Džonsa. Kada nije na dužnosti, on se pojavljuje kao tragač i viđen je da zabavlja svoje saradnike pričama o svojoj "Klijenteli". Mils ga gleda kao starijeg brata. On dolazi iz kriminalnog područja Čikaga u Ruzlendu i, uprkos tome što je izašao, i dalje se vraća u posetu porodici. On je samohrani otac kćerke osnovne škole , Naomi. U trećoj sezoni, napušta Čikago da poseti porodicu u Majamiju i Skot Rajs preuzima njegovo mesto u Četi 3 na privremenoj osnovi. Da li će se Njuhaus vratiti ili ne ostaje dvosmisleno.
- Mišel Forbs kao Gejl Meklaud: Finansijski konsultant koji je država angažovala da pomogne da se smanji budžet CFD-a uključujući zatvaranje nekih vatrogasnih stanica. Imala je poručnika Spelmana, prebačen iz zatvorene vatrogasne stanice,"izveštavala" je o aktivnostima posade na stanici 51 ali je Spelman bio prisiljen da se prebaci kada je cela posada, predvođena poručnicima Kejsijem i Severajdom, organizovala plan da ga pokrenu otkrivajući da je on krtica. Muš okuplja sindikat da uzvrati udarac kada otkrije razlog zbog kojeg je MekLaud bio toliko zainteresovan da zatvori vatrogasne stanice. Zajednica i kolege vatrogasci okupljaju se iza stanice 51, privlačeći požnju državnog senatora Vilera, koji naređuje svojoj pomoćnici Izabeli, tada devojci Pitera Milsa, da poništi zatvaranje stanice 51.[11]
- Džon Higlanaker kao poručnik Spelman: On je raspoređen u vatrogasnu stanicu 51, zajedno sa Klarkom, nakon što je smanjenje budžeta grada smanjilo broj zaposlenih u odseku. Kasnije je otkriveno da je on cinkaroš Gejli Meklaud i da je "prebačen" iz stanice 51.[12] Mils shvata da je on bio MekLaudov "špijun" i Spelman je prebačen što su neki od muškaraca u njegovom ormariću više puta snimali ružičaste obrasce za prenos, a cela posada, poručnici Kejsi i Severajd i šef Boden, predali su ružičaste obrasce na prenos.
- Kristin Evangelista kao Alison Raferti, bolničarka u Ambulanti 61: Nako što je Doson počela da trenira na akademiji kako bi postala vatrogasac, transferni bolničar Alison Raferti predstavljena je kao novi partner Lesli Šej. U početku se Raferti činila udaljenim prema Šej i kada se Šej kasnije suočila sa njom, ona joj kaže da je njen prethodni partner sa 24 godine bila lezbejka i da je koristila telefonske pozive svoje devojke zbog čega je Raferti bilo neugodno. U drugom pojavljivanju epizode, otkriveno je da je bila stalni lekar u Čikago Medu ali je odustala kada je njen verenik Nodginov limfo; umro je šest meseci kasnije. Ona je suspendovana zbog lečenja pacijenata koji su odbili lečenje, a Doson ponovo dobija u Ambulanti 61. Ona se kratko vraća na stanicu 61 da bi popunila Doson koji uzima slobodan dan za trku u "Mračan dan" i radi sa Šej tokom napornog oporavka.
- Britani Karan kao Kejti Nolan: Polusestra Keli Severajd, i kći Beni Severajd. Keli i Kejti se misu poznavale dok se nisu srele u restoranu u kojem Kejti radi kao kuvarica. Kejti je oteta nakon "Zamračenja " Vinea Kilera i teško je povređena. Kejti se kasnije seli u Kolorado
- Aleksandra Mec kao Elis Mils: Sestra Pitera Milsa. Ona pomaže da vodi porodični restoran sa svojom mamom i iskida se između toga da bude zaštitnik Pitera i ohrabruje ga da sledi svoju strast za javnim uslugama.
- Roben Kofin kao Kendi Herman: Supruga Kristofera Hermana, i majka njegovih petoro dece (4 dečaka i 1 devojčica). Na početku serijala, ona i Kristofer su upravo izgubili svoj dom isključenja i zajedno sa svojom decom useljavaju se kod njenih roditelja. Nakon posmatranja Kristofera kako dobija u njegovoj glavi raznovrsnu stanu posla kako bi ih vratio u njihovu kuću, a poslednja od njih bila je prilično neukusna usluga, ona mu kaže da nije vredno ako to znači mnogo problema. Zatim predlaže da pogledaju zakup kuće i pričaju o kompleksu u kojem od njenih saradnika živi tamo gde je čula da postoji prazno mesto. "Učini ćemo to našim domom iz snova". Ona mu kaže. U epizodi "Pod nožem" Herman najavljuje da je Sidni trudna sa svojim petim detetom. U "Ambiciji" ona ima medicinsku epizodu kao rezultat trudnoće i prolazi napolje i odlazi u bolnicu. U "Pakao od nekakvog prevoza" ima dečaka preko C - odseka za hitne slučajeve. Pošto je Katolik i ne koristi kontracepciju zbog religioznih ograničenja, Herman je iznenadio za dvadesetogodišnjicu dobijanja vasektomije.
- Viliam Smail kao Kevin Hedlej: Bivši član Čete 3, prebačen je iz Čete 3 u drugu kuću zbog neprikladne šale na Piteru Milsu. U drugoj sezoni on cilja na vatrogasnu stanicu 51 i lično cilja Severajda za osvetu napadima paljevina i opeče se kada sipa plin na sebe nestaje ugled na vrhu ubrzivača, ostavljajući ga na jakim ožiljcima i stalnim bolom. Trenutno je u zatvoru.
- Dejmond Dejub kao Džejk Kordova (sezona 6), samouveren, hrabar vatrogasni muškarac.[13]
- Torba psa:[14] Piteru dete daje psa iz porodice koja se nije mogla pobrinuti za njega. Herman, šef Boden i Muš odlučuju protiv toga. Na kraju, trojica se slažu što Heramn predloži da trojica preispitaju psa. Dobija ime i usvojila ga je ekipa. Ime torbice odlučio je Herman, koji predlaže da se zove po Mušu, koji je pola muškarac, pola kauč, u torbici: pola kavez, pola kauč. Muš je u početku protiv njih usvojio torbicu zbog lošeg iskustva sa psom u njegovoj bivšoj stanici ali dolazi da uživa u kompaniji.

## Epizode
| Sezone | Epizoda | Originalno emitovanje | Originalno emitovanje | Nilsen rejtinzi | Nilsen rejtinzi                  |
| Sezone | Epizoda | Prvo emitovanje       | Poslednje emitovanje  | Rang            | Prosečna gledanost (u milionima) |
| ------ | ------- | --------------------- | --------------------- | --------------- | -------------------------------- |
| 1      | 24      | 10. oktobar 2012.     | 22. maj 2013.         | 51              | 7,78                             |
| 2      | 22      | 24. septembar 2013.   | 13. maj 2014,         | 31              | 9,70                             |
| 3      | 23      | 23. septembar 2014.   | 12. maj 2015.         | 47              | 9,65                             |
| 4      | 23      | 13. oktobar 2015.     | 17. maj 2016.         | 31              | 10,47                            |
| 5      | 22      | 11. oktobar 2016.     | 16. maj 2017.         | 26              | 9,92                             |
| 6      | 23      | 28. septembar 2017.   | 10. maj 2018.         | 29              | 9,67                             |
| 7      | 22      | 26. septembar 2018.   | 22. maj 2019.         | 14              | 11,70                            |
| 8      | 22      | 25. septembar 2019.   | -                     | -               | -                                |

### Krosoveri
- "Mračni dan" je prvi deo krosovera sa Čikago P.D. gde se desila eksplozija u Čikago Medu, što je dovelo do toga da vatrogasna i policijska odeljenja pronađu krivce. U njemu su prikazani Henk Voit, Antonio Doson, Erin Linzi, Džej Halsted, Kim Burges i Kevin Etvoter, dok "20:30" prikazuje Metju Kejsi, Keli Severajd, Lesli Šej, Piter Mils i Džo Kruz.
- "Niko ne dodiruje ništa" je prvi deo krosovera sa pravo i red: Posebne žrtve odreda i Čikago P.D. koncentrisan na pedofilskom prstenu.[15] U njemu su prikazani Henk Voit i Erin Linzi iz P.D. i Amanda Rolins iz SVU. Međutim ni jedan lik iz vatre ne pojavljuje se ni u "Čikago krosover" ni u "Oni će morati da prođu kroz mene".
- "Tri zvona" je prvi deo krosovera sa Čikago P.D. o potrazi za piromanom koji je ubio Lesli Šej.[16] U njemu se nalaze Kim Burges, Sin Roman, i Antonio Doson, dok "Mali kompleks đavola" karakteriše Gabrijelu Doson, Pitera Milsa i Velsa Bodena.
- "Mi smo je zvali gumena bombona" je prvi deo krosovera sa Čikago P.D. i zakon i red: Specijalna jedinica za žrtve o slučaju silovanja i ubistva u Čikagu koji je sličan nerešenom slučaju u Njujorku.[17][18] Tu su Olivija Beson i Melinda Varner iz SVU i Henk Voit i Antonio Doson iz P.D., dok "Broj pacova" ima Metju Kejsi i Vels Boden. Međutim, "Sanjarenje vernika" se ne pojavljuju likovi iz Vatre.
- "Srce koje tuče" je prvi deo krosovera sa Čikago Meda i Čikago P.D. gde se Kristofer Herman leči zbog ubodne rane dok je žena izvučena iz požara otkrivena nepotrebna hemoterapija zajedno sa drugim pacijentima.[19] U njemu su Vil Halsted, Ejpril Sekston, Itan Čoji i Konor Rouc iz Meda kao i Adam Ruzek, Kim Burges i Trudi Plat iz P.D., Dok "Opak" ima Keli Severajd, Gabrijela Doson, Silvi Bret, Kristofer Herman, Džesika Hilton, Džo Kruz i Muš. Međutim, ne pojavljuju se likovi iz Vatre u "Sada sa Bog".
- "Neki to čine, neki ne" je prvi deo krosovera sa Čikago P.D. o tome da je Keli Severajd dovedena u 21. okrug nakon što je njegov automobil izazvao smrtonosni sudar i tim istražuje grupu otmičara koji su ključni za Severajdovu nevinost. U njoj se nalaze Megi Lukvud iz Meda kao i Henk Voit, Trudi Plat i Erin Linzi iz P.D., dok "Ne zakopaj ovaj slučaj" prikazuje Metju Kejsi, Keli Severajd i Muš.
- "Opasnost" je prvi deo krosovera sa Čikago P.D. i Čikago pravosuđe gde vatrogasna stanica 51 reaguje na vatru u skladištu koja stavlja živote mnogih u opasnost i stavlja ćerku Alvina Olinskog mrtvu. U njemu su Vil Halsted, Natali Mening, Ejpril Sekston, Danijel Klaris, Itan Čoji, Megi Lukvud i Šeron Godvin iz Meda, Henk Voit, Brin Linzi, Kim Burges i Alvin Olinski iz P.D. i Mark Džefriz iz Pravosuđa, dok je "Emocionalna blizina" karakteriše Velsa Bodena, Keli Severajda i Silvije Breta, dok "Prevara" karakteriše samo Keli Severajd.

## Produkcija

### Razvoj
Pilot serija, koju su zajedno napisali kreatori Mičel Brent i Derek Has, snimljena je u Čikagu i, prema predstavniku NBC-a, serija će i dalje biti snimljena na istoj lokaciji. Producent Džon L. Roman bio je uključen od samog početka, radeći sa Čikago vatrogascima i zamenikom načelnika Stiva "Čika" Čikerotisa na Bekdraftu. Gradonačelnik Čikaga Ram Emanuel pojavio se u pilotskoj epizodi serije. Emanuel je izjavio: "Lakše je biti gradonačelnik nego igranje gradonačelnika. Rekao sam im da ću to učiniti pod jednim uslovom: TV emisija ulaže u fond vatrogasnih udovica i siročadi."
Naslov "Čikago u plamenu" izazvao je neku konfuziju u prvoj sezoni predstave u vezi sa deljenjem sa lokalnim lokalnim profesionalnim fudbalskim timom; Chicago Fire Soccer Club. Glumac Tejlor Kini je rekao: "Ako (reći)" radimo na "Čikago u plamenu" , "Pitaju vas da li ste fudbaler". Međutim, producent Dik Volf se ne protivi i video je da fanovi tima mogu gledati. Sama ekipa Chicago Fire prihvatila je zajedničko ime sa predstavom i prikazali su premijeru serije 2. Oktobra 2012. godine u Tojota parku nakon utakmice sa Philadelphia Union.
Mreža je izdala nalog za pokretanje serije, u maju 2012. godine. Nakon što je u oktobru primio dodatni nalog za skriptu, Čikago u plamenu je izabran za punu sezonu 8. novembra 2012. godine. Dana 29. januara 2013, Čikago u plamenu je imao ukupno 22 epizode. Nedelju dana kasnije, 6. februara 2013, Čikago u plamenu dobija još jednu epizodu, što je bio i kraj prve sezone. Pilot epizoda imala je rano objavljene na NBC.com, pre premijere na televiziji.
Dana 9. novembra 2015, NBC je obnovio seriju za petu sezonu. Sezona je premijerno prikazana 11. oktobra 2016. godine.

### Snimanje
Zgrada koja se koristi u izložbi za eksterijere vatrogasne službe je radni vatrogasni dom u Čikagu i sedište je Motora 18, koji se nalazi na 1360 Aveniji Saut Blu Ajlend u ulici Maksvel, između 13, i Rasin. Ovde je smešten ALS Motor 18, 2–2–1 (zamenik načelnika okruga - 1. okruga), 2–1–21 (prvi načelnik okruga), 6-4–16 (jedinica za odgovor na visoki rast) i ALS Ambulanta 65. Unutrašnjost vatrogasne stanice 51 snimljena je u studiju Čikago filma. Stanica koja se koristi za eksterijere u Čikago PD je samo nekoliko blokova dalje, u ulici 949 Vest Maksvela, u ulici Morgan (unutrašnjost je takođe snimljena u Sinespejsu).
Umetnik, i penzionisani vatrogasac, Li Kovalski, naslikao je uljem na platnu scenu požara, koja se koristili u nekoliko scena u originalnoj seriji.
Moli, mali bar u vlasništvu Hermana, Otisa i Dosona, snimljen je u Lotusu u Baktaunu. Snimanje se više ne odvija na lokaciji kako bi se izbeglo ometanje lokalnog poslovanja. Umesto toga, unutrašnje i spoljašnje okruženje su ponovo stvorene u Sinespejsu.
U novembru 2012, VGN-TV je prijavila avionsku nesreću kod 29-te i Martin Luther King Driveu na njihovim jutarnjim vestima i prikazala snimke uživo nekoliko minuta prije nego što je shvatila da je to samo komad koji je unaprijed postavljen za Čikago u plamenu, a ne stvarna hitna situacija .

## Doček
Prva sezona trenutno ima 49 od 100 poena po sajtu Metakritik, što ukazuje na mešovitu prosečnu ocenu.
| Sezona | Vreme prikaza (ET)      | Broj epizoda | Premijera           | Premijera               | Završetak     | Završetak               | TV sezona | Rang | Gledanost (u milionima) |
| Sezona | Vreme prikaza (ET)      | Broj epizoda | Datum               | Gledanost (u milionima) | Datum         | Gledanost (u milionima) | TV sezona | Rang | Gledanost (u milionima) |
| ------ | ----------------------- | ------------ | ------------------- | ----------------------- | ------------- | ----------------------- | --------- | ---- | ----------------------- |
| 1      | Sreda u 10:00 časova    | 24           | 10. oktobar 2012.   | 6.61                    | 22. maj 2013. | 6,13                    | 2012/13.  | 51   | 7,78                    |
| 2      | Utorak u 10:00 časova   | 22           | 24. septembar 2013. | 8.90                    | 13. maj 2014. | 7,12                    | 2013/14.  | 31   | 9,70                    |
| 3      | Utorak u 10:00 časova   | 23           | 23. septembar 2014. | 9.14                    | 12. maj 2015. | 6,66                    | 2014/15.  | 47   | 9,65                    |
| 4      | Utorak u 10:00 časova   | 23           | 13. oktobar 2015.   | 7.37                    | 17. maj 2016. | 7,91                    | 2015/16.  | 31   | 10,47                   |
| 5      | Utorak u 10:00 časova   | 22           | 11. oktobar 2016.   | 7,52                    | 16. maj 2017. | 6,30                    | 2016/17.  | 26   | 9,92                    |
| 6      | Četvrtak u 10:00 časova | 23           | 28. septembar 2017. | 7,19                    | 10. maj 2018. | 5,95                    | 2017/18.  | 29   | 9,67                    |
| 7      | Sreda u 9:00 časova     | 22           | 26. septembar 2018. | 8.08                    | 22. maj 2019. | 7,51                    | 2018/19.  | 14   | 11,70                   |

### Spin-of serije
Dana 27. marta 2013. godine, NBC je objavio planove za predloženi projekat Čikago u plamenu, policijske proceduralne drame Chicago P.D. to bi uključivalo policijsku upravu u Čikagu, projekat seriju koju je kreirao i producirao Dik Volf, a Derek Has, Mičel Brant i Met Olmsted bili su izvršni producenti. Premijerno je prikazana 8. januara 2014. godine.
Emisija prati obaveštajnu jedinicu policije i snimljena je u potpunosti u Čikagu. U glavnoj postavi su Džejson Bega, Džon Seda, Sofija Buš, Džesi Li Sofer, Patrik Fluger, Elis Koteas, Marina Skurčijati, Loris Havkins i Arči Kao.
U februaru 2015. godine, NBC je objavio planove da napravi još jedan projekat, medicinsku dramu Čikago Med. Specijalna pilotska epizoda emisije emitovana je tokom treće sezone u Čikagu. 1. maja 2015. godine Čikago Med je zvanično naručen za seriju, u kojoj glume Oliver Plat, S. Epeta Merkerson, Nik Gelfes, Jaja DaKosta, Tori DeVito, Rejčel DiPilo, Merlin Beret, Kolin Donel i Brajan Ti.
Čikago u plamenu je bila prva emisija u franžizi Čikago. NBC je dao zeleno svetlo policijskoj proceduralnoj dramskoj seriji, pod nazivom Čikago PD, koja je premijerno prikazana 8. januara 2014. godine. Datuma 1. maj 2015. godine, NBC je pokrenuo još jedan projekat, u oviru Čikaga u plamenu, medicinsku dramu zvanu Čikago Med, koja je premijerno prikazana 17. novembra 2015. godine. Pored toga, policijski proceduralna serija dovela je do kratkotrajne drame iz 2017. godine pod nazivom Čikago Džastis.

## Emitovanje i striming
Čikago u plamenu emituje NBC u Sjedinjenim Državama. Poslednja, peta epizoda, Čikaga u plemenu je dostupna na mreži Huli, uz pretplatu. Četvrta sezona je dostupna na NBC.com i NBC aplikaciji, uz kablovsku pretplatu. Sve epizode su dostupne putem elektronskih prodajnih platformi kao što su ,  i Vudu.
U Kanadi, serija se emituje na Globalu sa sedmom sezonom koja se emituje petkom, dva dana nakon početka emitovanja na NBC-u.

## Nagrade i nominacije
| Godina | Nagrade                              | Kategorije                                                 | Kandidat                                             | Rezultat  |
| ------ | ------------------------------------ | ---------------------------------------------------------- | ---------------------------------------------------- | --------- |
| 2013.  | Filmske i televizijske nagrade ASCAP | Najbolja televizijska serija                               | Čikago u plamenu                                     | Pobedio   |
| 2013.  | Nagrade Imagen Foundation            | Najbolja glumica / televizija                              | Monika Rajmond                                       | Pobedio   |
| 2013.  | Nagrade Imagen Foundation            | Najbolji program televizije Primetime                      | Čikago u plamenu                                     | Nominovan |
| 2013.  | Nagrade Imagen Foundation            | Najbolji glumac / televizija                               | Džo Minoso                                           | Nominovan |
| 2013.  | Onlajn Film i Televizijsko uduženje  | Najbolji zvuk u seriji                                     | Džefri Kaplan, Tod Morisej, Peter Rojal, Alex Rajdon | Nominovan |
| 2013.  | Nagrada Prizma                       | Najbolja dramska epizoda - "Profesionalna ljubaznost"      | Čikago u plamenu                                     | Pobedio   |
| 2013.  | Nagrada Teen Choice                  | Izbor TV emisije: Akcija                                   | Čikago u plamenu                                     | Nominovan |
| 2013.  | Nagrada Teen Choice                  | Izbor TV glumca: Akcija                                    | Džesi Spenser                                        | Nominovan |
| 2013.  | Nagrada Teen Choice                  | Izbor TV glumice: Akcija                                   | Monika Rajmond                                       | Nominovan |
| 2014.  | Nagrade Imagen Foundation            | Najbolji pomoćni glumac / televizija                       | Džo Minoso                                           | Nominovan |
| 2014.  | Nagrade Imagen Foundation            | Najbolja sporedna glumica / televizija                     | Monika Rajmond                                       | Nominovan |
| 2014.  | Nagrada People's Choice              | Favorite Netvork TV Drama                                  | Čikago u plamenu                                     | Nominovan |
| 2015.  | Nagrade Imagen Foundation            | Najbolji pomoćni glumac / televizija                       | Tejlor Kini                                          | Nominovan |
| 2015.  | Nagrade Imagen Foundation            | Najbolja sporedna glumica / televizija                     | Loren Džerman                                        | Nominovan |
| 2015.  | Nagrada People's Choice              | Favorite Netvork TV Drama                                  | Čikago u plamenu                                     | Nominovan |
| 2015.  | Nagrada People's Choice              | Favorite Dramatic TV Glumac                                | Tejlor Kini                                          | Nominovan |
| 2015.  | Nagrada People's Choice              | Favorite TV Character We Miss Most                         | Čikago u plamenu                                     | Nominovan |
| 2015.  | Nagrada Prizma                       | Dramska serija Multi-Episode Storiline - Mentalno zdravlje | Tejlor Kini                                          | Pobedio   |
| 2016.  | Nagrada People's Choice              | Favorite Dramatic TV Glumac                                | Džo Minoso                                           | Pobedio   |
| 2016.  | Nagrada Prizma                       | Drama serija Multi-Episode Storiline - Upotreba supstanci  | Tejlor Kini                                          | Nominovan |
| 2016.  | Nagrade Imagen Foundation            | Najbolji pomoćni glumac / televizija                       | Džo Minoso                                           | Nominovan |
| 2016.  | Nagrade Imagen Foundation            | Najbolja sporedna glumica / televizija                     | Monika Rajmond                                       | Nominovan |
| 2017.  | Nagrada People's Choice              | Najbolja TV Drama                                          | Čikago u plamenu                                     | Nominovan |
| 2017.  | Nagrada People's Choice              | Najomiljeniji dramski TV Glumac                            | Tejlor Kini                                          | Nominovan |
| 2017.  | Nagrade Imagen Foundation            | Najbolji program televizije Primetime - Drama              | Čikago u plamenu                                     | Nominovan |
| 2017.  | Nagrade Imagen Foundation            | Najbolji pomoćni glumac - televizija                       | Džo Minoso                                           | Nominovan |

## Spoljašnje veze
- Zvanični sajt NBC-a
- Čikago u plamenu na IMDb
- Čikago u plamenu Архивирано на веб-сајту  (12. мај 2019) na TV.com